# Materiales suaves del paisaje
El término materiales suaves del paisaje es utilizado por algunos practicantes de la arquitectura del paisaje y del diseño de jardines para describir materiales vegetales que son utilizados para mejorar un paisaje a través del diseño. El término, paisaje duro es utilizado para describir materiales para la construcción. 
El rango de materiales suaves incluye cada etapa de la secuencia ecológica: plantas acuáticas, plantas semi-acuáticas, mantos (incluidos los pastos y las herbáceas) arbustos y árboles.
- Datos: Q9030489